# 李敏英
李敏英（韓語：이민영，1976年2月6日—），韓國女演員，或譯李珉英、李敏映。4-5歲時，透過參演兒童節目《啵啵啵》出道，展開約10年的童星生涯，國中開始便鮮少從事演藝活動。1994年通過MBC第23期藝人選拔，正式出道。

## 作品

### 電視劇
- 1980年代：MBC《啵啵啵》、《老虎老師》
- 1982年：MBC《留戀》
- 1983年：MBC《朝鮮王朝五百年—樹大根深》飾演 貞昭公主
- 1985年：MBC《誰做得好》[4]
- 1995年：MBC《思春期》飾演 金在仁
- 1995年：MBC《伴》飾演 宋賢珠
- 1995年：MBC《女》飾演 徐金順
- 1996年：MBC《不離婚的理由》飾演 金昭英
- 1996年：MBC《同期間》飾演 朴素白
- 1996年：MBC《世上最美麗的離別》飾演 鄭妍秀
- 1997年：MBC《醫家兄弟》飾演 徐允卿
- 1997年：MBC《我活著的理由》飾演 李貞熙
- 1997年：MBC《英雄神話》飾演 崔河琳
- 1997年：MBC《三男三女》飾演 李敏英
- 1998年：MBC《赤腳跑吧》飾演 姜賢芝
- 1999年：SBS《年輕的太陽》飾演 徐韓星
- 1999年：MBC《唯一的你》飾演 李恩善
- 1999年：KBS《相遇》飾演 成芮媛
- 2000年：KBS《好事怎麼辦》飾演 張美珠
- 2000年：KBS《Drama City—亞特蘭提斯的女人》
- 2001年：MBC《結婚的法則》飾演 宋公主
- 2001年：KBS《在花園裡》飾演 韓琪濬
- 2001年：KBS《不想像父親那樣活著》飾演 九美淑
- 2002年：KBS《動物園的人們》飾演 梁敏英
- 2002年：MBC《廚娘》飾演 順盈
- 2002年：SBS《漂流的愛情》飾演 朴彤晰[5]
- 2003年：SBS《戀人》飾演 吳水熙
- 2004年：KBS《致父親母親》飾演 宇美妍
- 2004年：SBS《土地》飾演 別堂小姐
- 2006年：SBS《愛情與野望》飾演 恩歡
- 2011年：JTBC《醱酵家族》飾演 李雨珠
- 2014年：SBS《只屬於我的你》飾演 高恩靜
- 2015年：Drama H（朝鲜语：드라마 H）《You Will Love Me》飾演 高雅瑩
- 2016年：SBS《愛情來了》飾演 羅善英
- 2017年：KBS《最強送餐員》飾演 順愛
- 2018年：KBS《你的管家》飾演 安珍紅
- 2019年：KBS《監獄醫生》飾演 福惠秀
- 2021-22年：TV朝鮮《結婚作詞，離婚作曲》飾演 宋援（三季）
- 2022年：TV朝鮮《魔女寶刀未老》飾演 蔡熙秀
- 2022年：KBS《依法相愛吧》飾演 蔡頌花
- 2023年：KBS《高麗契丹戰爭》飾演 千秋太后（特別出演）
- 2023年：MBN《完美的結婚公式》飾演 李貞慧

### 電影
- 1980年：《女人的這種苦痛》
- 1980年：《海邊的木馬》飾演 珠姬的女兒
- 1981年：《有夫女》
- 1989年：《脫韁野馬》
- 2013年：《家族相片》飾演 水京（身兼編劇）

## 個人生活
與同為演員的李燦於2006年12月10日結婚，不到兩星期便因男方家暴導致流產而離婚。

## 獎項
- 1996年：MBC演技大賞—女子新人賞[7]

## 外部連結
- 李敏英的Instagram帳戶
- 李敏英在韩国电影数据库（KMDb）上的資料（韓語）